# نیک لند
نیک لَند (به انگلیسی: Nick Land) (زادهٔ ۱۷ ژانویه ۱۹۶۲) فیلسوف، نویسندهٔ داستان کوتاه ترسناک و وبلاگ‌نویس انگلیسی است. برخی او را پدر شتاب‌گرایی و مناقشه‌برانگیزترین فیلسوف زندهٔ حال حاضر جهان می‌دانند.
نوشته‌های او «نظریه-داستان» اند، ژانری که ژان بودریار خلق کرده‌است. او از بنیانگذاران واحد پژوهش فرهنگ سایبرنتیک (CCRU) در دههٔ ۱۹۹۰ است. آثار لند با پیش‌روی شتاب‌گرایی و واقع‌گرایی نظرورزانه پیوندی ناگسستنی دارند.

### آثار ترجمه‌شده به فارسی
کتاب
- فیل-اوندو: وحشت انتزاعی، نابودگر، ترجمه‌ی محمدهادی فروزش‌نیا، سامی آل‌مهدی (سیب سرخ، ۱۴۰۱)، شابک ‎۹۷۸−۶۲۲۵۸۳۸۱۴۷
- ورطه: هشتاد و نُه، مانیفست ادبیات انتزاعی، ترجمه‌ی محمدهادی فروزش‌نیا، سامی آل‌مهدی (سیب سرخ، ۱۴۰۱)، شابک ‎۹۷۸−۶۲۲۵۸۳۸۴۲۰
- محظوظ تا سرحد مرگ: مجموعه نوشته‌ها، ترجمه‌ی سامی آل‌مهدی (سیب سرخ، ۱۴۰۱)، شابک ‎۹۷۸−۶۲۲۵۸۳۸۲۳۹

مقالات
- فروپاشی، نیک لند، ترجمه‌ی سروش سیدی و رامین اعلایی، وبسایت آپاراتوس
- عطش امحا: ژرژ باتای و نیهیلیسم زهرآگین، نیک لند، ترجمه‌ی رامین اعلایی، وبسایت آپاراتوس
- مقدمه‌ای سراسیمه بر شتابگرایی، نیک لند، ترجمه‌ی رامین اعلایی، وبسایت آپاراتوس
- بازشتابگرایی، نیک لند، ترجمه‌ی رامین اعلایی، وبسایت آپاراتوس

## پی‌نوشت‌ها
1. ↑  Fisher, Mark (2014) [2012]. "Terminator vs Avatar".  In Mackay, Robin; Avanessian, Armen (eds.). #Accelerate: The Accelerationist Reader. pp. 341–2.
2. ↑  Beckett, Andy (11 May 2017). "Accelerationism: How a fringe philosophy predicted the future we live in". The Guardian.
3. ↑  Mackay, Robin (27 February 2013). "Nick Land – An Experiment in Inhumanism". Divus. Archived from the original on 25 November 2020. Retrieved 18 February 2021.
4. ↑  Robin Mackay and Armen Avanessian, 'Introduction' to #Accelerate: The Accelerationist Reader, (Falmouth: Urbanomic, 2014) pp.1-46
5. ↑  Fisher, Mark (1 June 2011). "Nick Land: Mind Games". Dazed and Confused.